# Portugalia na Letnich Igrzyskach Olimpijskich 1960
Portugalię na Letnich Igrzyskach Olimpijskich 1960 reprezentowało 65 zawodników (60 mężczyzn, 5 kobiet). Reprezentanci Portugalii zdobyli 1 srebrny medal na tych igrzyskach.

## Zdobyte medale
| Medal  | Zawodnik                       | Dyscyplina sportowa | Konkurencja  |
| ------ | ------------------------------ | ------------------- | ------------ |
| Srebro | José Manuel Quina, Mário Quina | żeglarstwo          | (klasa Star) |